# Axel Bartelt
Axel Bartelt (* 17. März 1956 in Ulm) ist ein deutscher Verwaltungsbeamter und amtierte 2014 bis 2022 als Regierungspräsident der Oberpfalz. 

## Lebenslauf
Bartelt legt 1976 das Abitur am Max-Planck-Gymnasium München ab. Nach dem Studium an der Juristischen Fakultät der Ludwig-Maximilians-Universität München legte er 1983 und 1986 die beiden Staatsprüfungen ab. Anschließend war er als Regierungsrat an der Regierung von Oberbayern (Januar – April 1987), Referent im Bayerischen Staatsministerium des Innern (1987–1993; ab 1990 als Referent von Innenminister Edmund Stoiber), Leiter der Bauabteilung am Landratsamt Starnberg (Juni 1993), Persönlicher Referent von Ministerpräsident Edmund Stoiber (1993–2003) und Chef des Protokolls in der Bayerischen Staatskanzlei (2003–2014) tätig. Dort hatte er zuletzt das Amt eines Ministerialdirigenten inne.
Durch Beschluss der Bayerischen Staatsregierung vom 18. Dezember 2013 wurde Bartelt mit Wirkung vom 1. Februar 2014 zum Regierungspräsidenten der Oberpfalz ernannt.
Zum 1. Februar 2022 trat er in den Ruhestand. Seit April 2023 ist er Präsident des Landesfischereiverbands Bayern.
Er ist Ehrenmitglied des Oberpfälzer Kulturbundes.

## Privates
Bartelt ist verheiratet und hat eine Tochter. Die Familie wohnt in Rimsting am Chiemsee.